# هوارد كارتر (كرة سلة)
هوارد كارتر (بالفرنسية: Howard Carter)‏ مواليد 26 أكتوبر 1961 في باتون روج، هو لاعب كرة سلة فرنسي معتزل. بدأ مسيرته الاحترافية في سنة 1983. تم اختياره من قبل فريق دنفر ناغتس خلال الدرافت. حمل الرقم 32. يبلغ طوله 6 قدم 5 بوصة (2.0 م). اعتزل اللعب في 1999.

## روابط خارجية
- هوارد كارتر على موقع إن بي أي (الإنجليزية)
- هوارد كارتر على موقع سبورتس رفرنس (الإنجليزية)
- هوارد كارتر على موقع كرة السلة الأوروبية.كوم (الإنجليزية)
- هوارد كارتر على موقع كلية كرة السلة في سبورتس رفرنس.كوم (الإنجليزية)
- هوارد كارتر على موقع ريلجم (الإنجليزية)
- هوارد كارتر على موقع بروبوليرز (الإنجليزية)